# Musikhjälpen

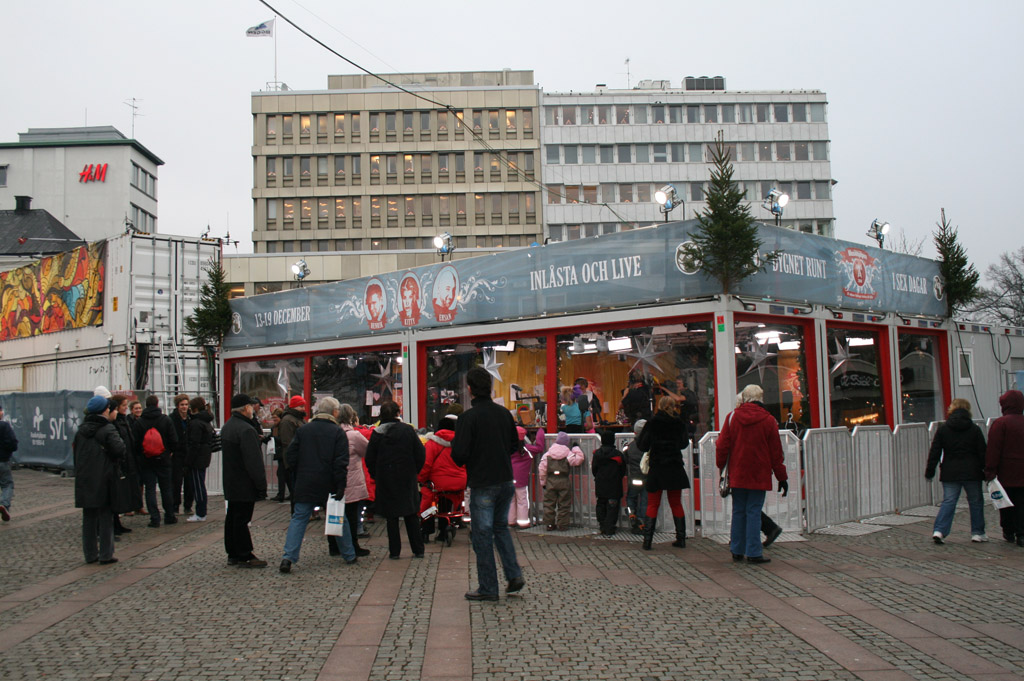
Het glazen huis tijdens Musikhjälpen 2008 in Malmö

Musikhjälpen is een geldinzamelingsactie in Zweden, vergelijkbaar met 3FM Serious Request in Nederland en Music For Life in België. Net als bij die acties nemen drie dj's enkele dagen plaats in een glazen huis en wordt geld ingezameld door middel van muziekaanvragen en andere acties. Musikhjälpen werd in 2008 voor het eerst georganiseerd. In 2009 haalde de actie een bedrag op van 5.748.442 Zweedse kronen. In 2010 werd er 12.236.417 kronen (ongeveer € 1.360.859) opgehaald. De actie vindt een week eerder plaats dan 3FM Serious Request.

## Werkwijze

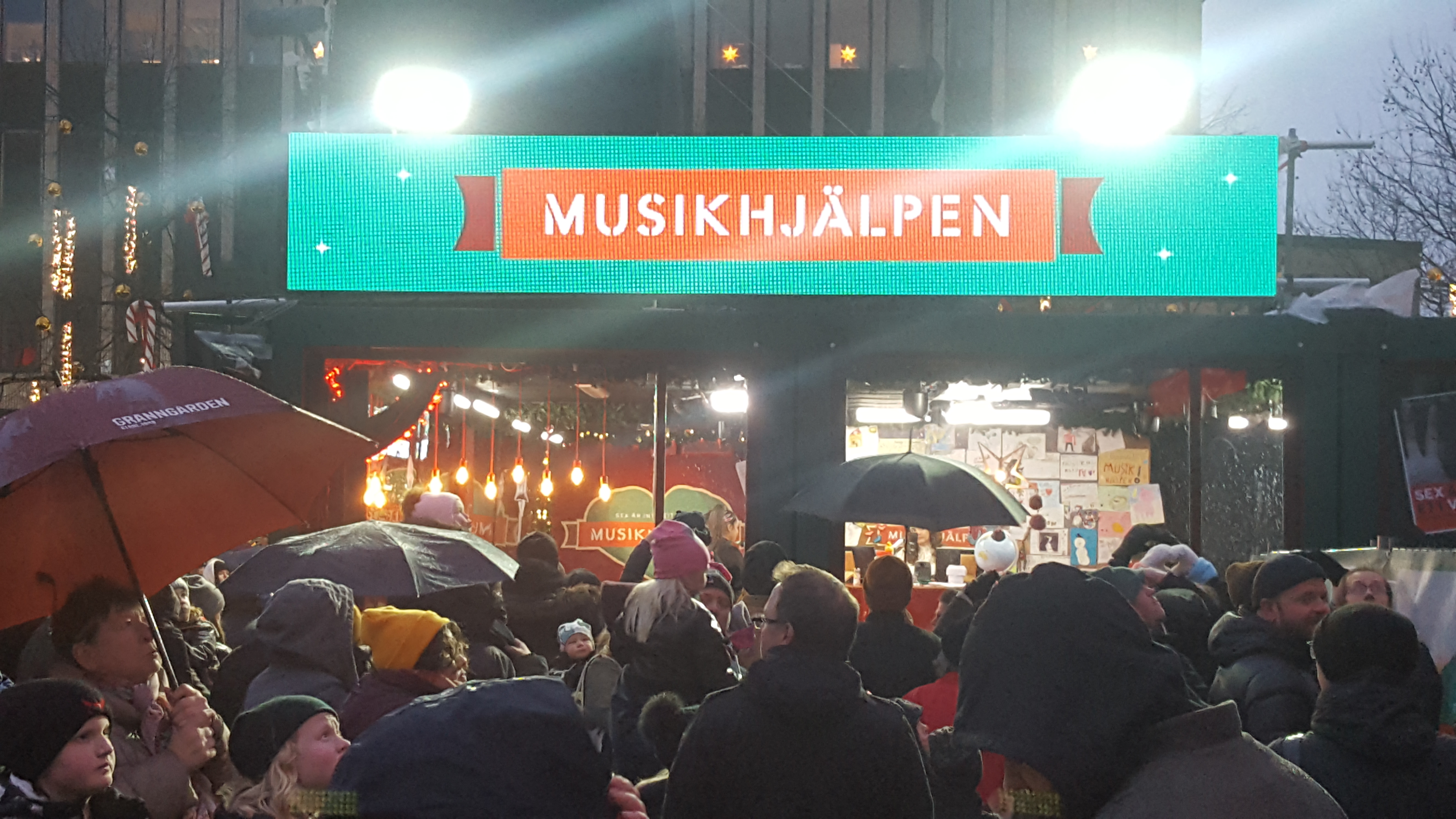
Het glazen huis tijdens Musikhjälpen 2019 in Västerås.

Drie presentatoren leven in een vierkanten glazen huis. Zij mogen geen vast voedsel eten en maken gedurende zes dagen radio.
Naast het aanvragen van een nummer kan men ook geld doneren door middel van een aantal andere activiteiten, deze worden georganiseerd in en rond het glazen huis en in gans Zweden, zodat men fondsen kan werven. De Zweedse gastheren zullen in hun glazen huis worden bezocht door bekende en onbekende personen, dit op verschillende momenten van de dag. Anderen spelen muziek om hun steun te betuigen. Deze steun wordt eigenlijk nog op allerlei andere manieren betuigd.
Er zullen ook wedstrijden gehouden worden waarbij de beller prijzen kan winnen. Sommige prijzen zijn goed, anderen niet. Het zal hoofdzakelijk gericht zijn op diensten die iets kunnen bijdragen aan SR. Het kan door plaatjes te draaien op een feestje, door een party te organiseren, een lunch te plannen, uit te gaan met de hond of zelfs styling van onwetende presentatoren. Ook kunstwerken worden verkocht en beroemdheden zullen concurreren om geld in het laatje te brengen.